# Lucien-Georges-Emile-Félicien Plisson
Lucien-Georges-Emile-Félicien Plisson, francoski general, * 1879, † 1952.